# Peter Indergand
Peter Indergand (* 26. Februar 1957 in Crest, Frankreich) ist ein Schweizer Kameramann.

## Leben
Nach dem Schulabschluss mit Maturität studierte Indergand sechs Semester Kunstgeschichte und Anglistik an der Universität Zürich. Daraufhin besuchte er das American Film Institute in Los Angeles und schloss die Ausbildung 1982 im Fachbereich Kamera ab.
In der Zeit von 1977 bis 1981 entstanden mehrere Filme, die von einer Gruppe filmbegeisterter Freunde realisiert wurden und bei denen Peter Indergand erste Erfahrungen als Kameramann sammelte: Fiori d’autunno, Onore e riposo und L’alba.
1984 gründete er zusammen mit Rolando Colla die Filmproduktionsfirma Peacock. Beide drehten später Kinofilme wie Le monde à l’envers, Oltre il confine, den Fernsehspielfilm Operazione Stradivari und die Kurzfilme Einspruch II und III. 1989 verliess Indergand Peacock und arbeitet seither als freischaffender Kameramann.
In der Folge fotografierte Indergand zahlreiche Spiel- und Dokumentarfilme in verschiedenen Ländern. International starke Beachtung fand War Photographer, eine Dokumentation über den Fotografen James Nachtwey, die 2002 für einen Oscar nominiert wurde und für die Indergand 2004 eine Emmy-Nominierung erhielt.
Die Zusammenarbeit mit Christian Frei, dem Regisseur von War Photographer, erfuhr eine erfolgreiche Fortsetzung mit den Dokumentarfilmen The Giant Buddhas, Space Tourists, Sleepless in New York und Genesis 2.0.
Daneben arbeitete Peter Indergand mit Regisseuren wie Markus Imboden, Miguel Alexandre, René Heisig, Marcel Gisler, Christoph Schaub, Julian Benedikt, Dieter Gränicher oder Markus Imhoof.
Für seine Arbeit als Kameramann wurde Peter Indergand wiederholt ausgezeichnet, so mit dem Gold Panda Award am Sichuan TV Festival, der Auszeichnung für Best Photography am Beldocs International Dokumentarfilm Film Festival, dem Schweizer Filmpreis oder dem Special Jury Award for Cinematography am Sundance Film Festival.
Peter Indergand hat seit 2011 einen Lehrauftrag an der Fachhochschule Graubünden.
Im Laufe der Jahre entstanden mehrere Filme, die Peter Indergand selber realisierte:
- Walking through a field of Chickens (1982), Dokumentation über Alltag und Musik der Bandmitglieder von 45GRAVE und ihrer Freunde im Los Angeles der frühen 1980er Jahre.
- Game over (1993), Kurzspielfilm
- Unterwegs zu neuen Ufern (1998), filmisches Portrait des französischen Künstlers Charles Lapicque

## Filme als Kameramann
- 1978: Fiori d'autunno (Spielfilm)
- 1980: Onore e riposo (Dokumentarfilm)
- 1981: L'alba (Spielfilm)
- 1989: Face of the Enemy (Spielfilm)
- 1991: Dyningar (Spielfilm)
- 1994: Gasser & Gasser (Dokumentarfilm)
- 1995: Der Nebelläufer (Spielfilm)
- 1995: Ricardo, Miriam y Fidel (Dokumentarfilm)
- 1996: Irrlichter (Spielfilm)
- 1997: Der Duft des Geldes (Dokumentarfilm)
- 1997: Le monde à l’envers (Spielfilm)
- 1998: Spuren im Eis (Adrenalin Junkies) (Spielfilm)
- 1999: Das Mädchen aus der Fremde (Spielfilm)
- 1999: Gran Paradiso (Spielfilm)
- 2000: Heidi (Spielfilm)
- 2001: Stahlnetz – Das gläserne Paradies (Spielfilm)
- 2001: War Photographer (Dokumentarfilm)
- 2001: Oltre il confine (Spielfilm)
- 2002: Dario M. (Spielfilm)
- 2002: Das Geheimnis des Lebens (Spielfilm)
- 2002: Ni Olvido ni perdòn (Dokumentarfilm)
- 2003: Operazione Stradivari (Spielfilm)
- 2003: Sternenberg (Spielfilm)
- 2004: Der Mann von nebenan lebt! (Spielfilm)
- 2004: Grüße aus Kaschmir (Spielfilm)
- 2005: Die Diebin und der General (Fernsehfilm)
- 2005: Im Tal der grossen Buddhas (The Giant Buddhas) (Dokumentarfilm)
- 2005: Störtebeker (Spielfilm)
- 2006: Kleine Fische (Spielfilm)
- 2006: Nebenwirkungen (Spielfilm)
- 2006: Play your own thing (Dokumentarfilm)
- 2007: L’autre moitié (Spielfilm)
- 2007: Stolberg (Spielfilm; 2 Episoden)
- 2008: Tag und Nacht (TV-Serie; Folgen 13–18)
- 2008: Ein starkes Team – La Paloma (TV-Serie)
- 2009: Ein starkes Team – Falsches Spiel
- 2009: Ein starkes Team – Das große Fressen
- 2009: Space Tourists (Dokumentarfilm)
- 2009: Länger leben (Spielfilm)
- 2009: Wandlungen (Dokumentarfilm)
- 2011: Forbidden Voices (Dokumentarfilm)
- 2012: Stolberg – Himmel und Hölle (TV-Spielfilm)
- 2012: Stolberg – Die Frankenberg Protokolle (TV-Spielfilm)
- 2013: Reise zum sichersten Ort der Erde (Dokumentarfilm)
- 2013: Sleepless in New York (Dokumentarfilm)
- 2014: Stöffitown (Spielfilm)
- 2015: Wild Women – Gentle Beasts (Dokumentarfilm)
- 2014: Electroboy (Dokumentarfilm)
- 2015: Geprüfte Liebe (Dokumentarfilm)
- 2016: Julian und Marius (Dokumentarfilm)
- 2017: Der Kraftakt (Dokumentarfilm)
- 2017: Leben in Rente (Dokumentarfilm)
- 2018: Genesis 2.0 (Dokumentarfilm)
- 2018: Im Sog der Angst (Dokumentarfilm)
- 2018: Eldorado (Dokumentarfilm)
- 2018: Im Sog der Angst (Dokumentarfilm)
- 2019: Swissness in Osteuropa (Dokumentarfilm)
- 2019: Luzian im Glück (Dokumentarfilm)
- 2020: Love of Fate (Dokumentarfilm)
- 2020: Offene Kirche – Besondere Zeiten (Dokumentarfilm)
- 2022: Tiny House (Dokumentarfilm)
- 2025: Der Eismann (Dokumentarfilm) Ko-Kamera
- 2025: Blame (Dokumentarfilm) Ko-Kamera

## Auszeichnungen (Auswahl)
| Titel               | Auszeichnungen                                                                              |
| ------------------- | ------------------------------------------------------------------------------------------- |
| Der Nebelläufer     | Max-Ophüls-Preis „Bester Film“, 1996                                                        |
|                     | Preis der europäischen Art-et-Essay-Kinos                                                   |
|                     | Preis der Jugendjury Filmfestival Locarno, 1996                                             |
| Gran Paradiso       | Preis der Gilde deutscher Filmkunsttheater                                                  |
|                     | Deutscher Filmpreis 2001 (Preis für die beste Nebenrolle; Nominierung als bester Spielfilm) |
| War Photographer    | Emmy-Nominierung Peter Indergand „Beste Kamera“, 2004                                       |
|                     | Oscar-Nominierung „Bester Dokumentarfilm“, 2002                                             |
|                     | Gold Panda Award – 7. Sichuan TV Festival, China                                            |
|                     | Panda Awards – Nominierung für beste Kamera: Peter Indergand                                |
|                     | Peabody Award, 2004                                                                         |
|                     | Adolf-Grimme-Preis 2003                                                                     |
|                     | Hauptpreis am Viewpoint Festival, Gent, 2002                                                |
|                     | „Bester Film“ am 4. Int. Dokumentarfilmfestival „Docaviv“, Tel Aviv                         |
|                     | The Grierson Awards 2002, Short List                                                        |
|                     | Phoenix-Preis 2002 am 12. Internationalen Fernsehfest Köln (Cologne Conference)             |
|                     | South African International Documentary Festival, Cape Town (Publikumspreis)                |
|                     | Spezialpreis der Stadt Osaka                                                                |
|                     | Durban International Film Festival (Best Documentary)                                       |
|                     | Eurodok Award 2003                                                                          |
|                     | 2003 SwissAm Award, New York (Audience Award)                                               |
|                     | dokufest Prizren 2003 (Best Documentary)                                                    |
| Oltre il Confine    | Max Ophüls Preis 2003: Preis des saarländischen Ministerpräsidenten                         |
|                     | Schweizer Filmpreis 2003 (Nominierung bester Spielfilm)                                     |
|                     | Prix Cinefemme, Mons 2003                                                                   |
|                     | Prix Cinéma Art & Essai C.I.C.A.E, Mons 2003                                                |
| Sternenberg         | 10. Festival Cinéma Tout Ecran in Genf, 2004 (Publikumspreis)                               |
|                     | Schweizer Filmpreis 2005 (Nominierung bester Spielfilm)                                     |
| Grüsse aus Kaschmir | Grimme-Preis 2005                                                                           |
| The Giant Buddhas   | Silberne Taube, 48. Internationales Dokumentarfilmfestival Leipzig 2005                     |
|                     | Nominierung Schweizer Filmpreis 2006                                                        |
|                     | art-tv Award "Schweizer Kulturperle"                                                        |
|                     | Hauptpreis "Dokufest" Film Festival Prizren                                                 |
|                     | Tahoe/Reno International Film Festival, bester Dokumentarfilm                               |
|                     | Gold Panda Award für beste Kamera, Sichuan TV-Festival 2007                                 |
| Space Tourists      | World Cinema Directing Award, Sundance 2010                                                 |
|                     | Best Photography, Beldocs International Dokumentarfilm Festival, 2010                       |
|                     | Eurodok Award 2010, European Dokumentarfilm Film Festival Oslo                              |
|                     | Special Jury Award EIDF Korea 2010                                                          |
|                     | GRAND PRIX GRAZ Berg & Abenteuer Filmfestival Graz                                          |
|                     | Nomination Schweizer Filmpreis QUARTZ 2010                                                  |
| ELDORADO            | Schweizer Filmpreis 2019 – Beste Kamera                                                     |
|                     | Zürcher Filmpreis                                                                           |
|                     | Bayerischer Filmpreis                                                                       |
| Genesis 2.0         | Special Jury Award for Cinematography, Sundance Film Festival 2018                          |
|                     | Zürcher Filmpreis                                                                           |
|                     | Winner Seoul Eco Film Festival, Best Feature Film                                           |
|                     | Lunenburg Doc Fest, Feature Documentary Award                                               |
|                     | Audience Award Moscow International Film Festival                                           |
|                     | Winner Green Film Network, Best Documentary                                                 |
|                     | Winner Cinemambiente 2018, Best Documentary                                                 |
|                     | Golden Raven Arctic Film Festival Chukotka                                                  |
|                     | Winner Naked Truth Award, Budapest International Documentary Festival                       |